# 槌骨

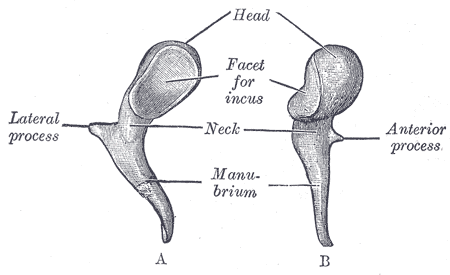
左の槌骨 A. 後ろから B. 内側から

槌骨（つちこつ、ついこつ、malleus）は、中耳にあるハンマー（槌）の形をした小さい骨である。砧骨に接続し鼓膜の内面に取り付けられている。鼓膜から砧骨に音の振動を伝達する。

## 構造
槌骨は中耳にある。3つの耳小骨の1番目のものであり、鼓膜に付着する。槌骨頭は砧骨に付着する大きな突出部分である。槌骨頭は槌骨頚につながり、さらに鼓膜に接続する槌骨柄へと続いている。槌骨頚と槌骨柄の間で、外側突起と前突起が骨から出てくる。
槌骨は哺乳類に特有のものであり。爬虫類や鳥類の顎関節の一部を形成している関節骨と呼ばれる基底羊膜類の下顎にある骨から進化した。

### 発生
発生学的には砧骨とともに第1咽頭弓に由来する。

## 機能
槌骨は、中耳にある3つの耳小骨の1つであり、鼓膜から内耳に音を伝達する。槌骨は鼓膜から振動を受け取り、これを砧骨に伝達する。

## 歴史
いくつかの情報源によると、槌骨を発見したのは解剖学者で哲学者のAlessandro Achilliniである。槌骨の最初の簡単な記述は、Berengario da CarpiによりCommentaria super anatomia Mundini (1521)内で書かれたものである。Niccolo MassaのLiber introductorius anatomiaeは、槌骨もより詳しく説明し、槌骨と砧骨の両方をmalleoliという小さなハンマーに例えた。

## イメージ
- 耳小骨
- メッケル軟骨（英語版）と舌骨が露出した18週齢のヒト胚の頭頸部
- 正面から開いた外耳と中耳。右側。
- 鼓膜の垂直、横断面の正面から見た耳小骨とその靭帯のつながり
- 槌骨のCTイメージ
- 耳小骨、鼓室
- 耳小骨、砧骨と槌骨